# IVAO
IVAO, som er en forkortelse af International Virtual Aviation Organization, er en non-profit organisation dedikeret til at tilbyde flight simulator entusiaster fra hele verden mulighed for at flyve online via internettet, med rigtigt vejr og air traffic control
IVAO er en virtuel verden af piloter og flyveledere, hvor man enten kan være pilot eller flyveleder.

## Hvordan virker det?
IVAO tilbyder forskellige ATC Servere og Voice-over-IP servere for piloter og flyveledere. Serverne er spredt rundt omkring i verden.
Piloter og flyveledere kan "se" hinanden og kommunikere via tekst eller verbalt (via Voice-over-IP serverne).
Programmerne og de systemer, der bruges (med undtagelse af flight simulator software'en, der bruges af piloterne), er udviklet af IVAO Development Division. Softwaren stilles gratis til rådighed til brug på IVAO's netværk.

## Medlemmer
IVAO har ultimo 2005 ca. 57.220 medlemmer.
IVAO organisationen dækker det meste af verden, idet der findes lokale IVAO strukturer (kaldet divisioner) i forskellige dele af verden. Disse divisioner bemandes af lokale medlemmer, og de udfører administration, support, vedligeholdelse og træning for den lokale region. De lokale divisioner refererer til IVAO's hovedafdeling (HQ Division).
De lokale divisioner tilbyder forskellige services til medlemmerne, rangerende fra air traffic control (flyveledelse) til specielle events, specielle operationer etc. og træning. 
Specielt lægges der vægt på træning af virtuelle piloter og virtuelle flyveledere. Trænere og censorer er ofte kvalificerede piloter eller flyveledere fra det virkelige liv. Der lægges meget vægt på at simulere den virkelige verdens air traffic control så nøje som muligt, men i en sjov, venlig og afslappet atmosfære.

## Software
IVAOs software er udviklet af et dedikeret udviklingsteam. Målet med softwareudviklingen er at sikre den fremtidige on-line simulering på IVAO's netværk. IVAO understøtter, at uafhængige udviklere leverer software, der er kompatibelt med IVAO.
En liste over brugbare flight simulatorer (For flyvning) på IVAO's netværk:
- Microsoft Flight Simulator (alle versioner fra FS98 der bruger SquawkBox), FS2002 og FS2004, der bruger IvAp (software udviklet af IVAO)
- X-Plane, der bruger XSquawkBox og X-IvAp Arkiveret 7. januar 2007 hos  Wayback Machine
- PS1, der bruger SB747
- Fly!, der bruger SquawkBox for Fly

Endvidere ATC klienten IvAc (for air traffic controllers), der kører på alle versioner af Windows.

## Eksterne links
- IVAO homepage Arkiveret 11. december 2005 hos  Wayback Machine
- IVAO forums Arkiveret 2. december 2005 hos  Wayback Machine
- IVAO Public Relations afdeling Arkiveret 1. september 2005 hos  Wayback Machine
- IVAO hjemmeside for programudviklerne Arkiveret 1. november 2005 hos  Wayback Machine
- Den danske division Arkiveret 23. april 2005 hos  Wayback Machine